# Ensemble mégalithique du Creux
L'ensemble mégalithique du Creux est un dolmen  situé à Saint-Bômer-les-Forges, dans le département français de l'Orne, en Normandie, en France.

## Historique
L'édifice est signalé en 1908 mais il avait déjà été en partie démantelé vers 1895 pour en récupérer les pierres et parce qu'il gênait pour les labours. Il a été fouillé par M. Hubert en 1909. Il a fait l’objet d’un classement au titre des monuments historiques en date du 27 novembre 1975.

## Description
Le tumulus d'origine aurait mesuré environ 12 m de diamètre pour une hauteur de 1,50 à 2 m. Selon Marcel Baudouin, il était composé de pierrailles ceinturées par un muret périphérique de soutènement. Plusieurs dalles ayant été déplacées, l'architecture générale de l'édifice n'est désormais pas très lisible. En 1909, l'édifice s'étirait encore sur environ 10 m de long mais moins de vingt ans plus tard il avait déjà perdu les deux tiers de sa superficie. Il était orienté à l'est. Il comporte encore quatre supports côté droit (au nord) et trois côté gauche, dont la surface interne côté chambre avait été aplanie. Quatre piliers côté est sont disposés sur deux lignes parallèles délimitant un couloir de 0,75 m de large sur 1,50 m de longueur orienté sensiblement est-ouest mais plus à l'ouest la largeur entre les supports latéraux atteint jusqu'à 2 m sous la table de couverture. Quatre piliers furent enfouis à l'est après la fouille. L'architecture encore visible rappelle celle d'un dolmen à couloir, mais d'après la description connue du monument avant sa destruction partielle, on sait qu'il existait à l’extrémité est un dispositif de fermeture comportant un passage circulaire de 0,30 m de diamètre, du type dalle-hublot, qui évoque les allées couvertes de la Culture Seine-Oise-Marne.
La table de couverture qui demeure en place mesure 2,80 m de long sur 1,80 à 2 m de large. Une seconde table, de 2,20 m de long sur 1,90 m git au sol. Au début du XXe siècle, Léon Coutil reconnut cinq autres dalles au nord et trois au sud. Les dalles sont en granite à gros grains.
L'ensemble est complété à environ 1,25 m au sud par un coffre de forme sensiblement rectangulaire (2,20 m de longueur sur 0,86 m de largeur pour 1 m de hauteur). Une grande dalle de granite reposant actuellement sur la surface du tumulus pourrait correspondre à la couverture d'origine de ce coffre.

## Matériel archéologique
Les poteries découvertes lors des fouilles de 1909 furent systématiquement brisées par les terrassiers qui pensaient qu'elles auraient pu contenir un trésor. Une grande partie du matériel archéologique recueilli fut ultérieurement détruit dans un accident de chemin de fer avant d'avoir pu être étudié.

## Folklore
Localement, la pièce de terre où se dresse le monument était connue sous le nom de Champ du Trésor.